# Acanthops godmani
Espèce
Acanthops godmani est une espèce d'insectes, de  l'ordre des Mantodea, de la famille des Acanthopidae, de la sous-famille des Acanthopinae et de la tribu des Acanthopini.

## Dénomination
- Cette espèce a été décrite  par Henri de Saussure et Leo Zehntner en 1894.

## Répartition
Acanthops godmani se rencontre au Bélize, au Costa Rica et au Guatemala. 